# Municipio de Vecumnieki
El municipio de Vecumnieku (en letón: Vecumnieku novads) es uno de los ciento diez municipios de Letonia, que abarca una pequeña porción del territorio de dicho país báltico. Fue creado durante el año 2009 después de una reorganización territorial. La capital es la villa de Vecumnieki.

## Ciudades y zonas rurales
- Bārbeles pagasts (zona rural)
- Kurmenes pagasts (zona rural)
- Skaistkalnes pagasts (zona rural)
- Stelpes pagasts (zona rural)
- Valles pagasts (zona rural)
- Vecumnieku pagasts (zona rural)

## Población y territorio
Su población se encuentra compuesta por un total de 9.910 personas (2009). La superficie de este municipio abarca una extensión de territorio de unos 844 kilómetros cuadrados. La densidad poblacional es de 11,74 habitantes por cada kilómetro cuadrado.